# Gran Premio de Pescara
El Gran Premio de Pescara fue una carrera de automovilismo de velocidad que se disputaba en Pescara, Italia. Fue válida para el campeonato mundial de Fórmula 1 solamente en 1957. El circuito transitaba por las calles de la localidad, y era el gran premio más largo del mundo, superando a Nürburgring (22.810 metros) frente a Pescara (25.575 metros).
La pista tenía dos largas rectas entre los pueblos, así como las esquinas exigentes en la parte correspondiente a la ciudad costera. Las carreteras eran estrechas y llenas de baches, y el escalonamiento de 26 km (16 millas) de longitud fue el más largo del calendario de 1958 que cualquier otro de los eventos puntuables del Mundial de Fórmula 1. Al igual que muchos circuitos largos (como el trazado original Nürburgring y Spa-Francorchamps y Zandvoort) Pescara era sumamente peligroso. Muchos historiadores consideran que las carreras de Pescara hacían al circuito de carreras más peligroso jamás diseñado.
La primera carrera tuvo lugar en 1924 y cuando aún no existía el Campeonato de Mundial de Fórmula 1, las carreras que siguieron en la década de 1950, antes de que el circuito se incluyera finalmente en el calendario oficial de la Fórmula 1 de la temporada de 1957. El Gran Premio de Pescara atrajo a más de 200.000 espectadores, y sigue siendo el circuito más largo en términos para dar la de la primera vuelta para un ser un Gran premio de Fórmula 1. Las competencia automovilísticas comenzaron en Pescara con la victoria de Enzo Ferrari en la Copa Acerbo de 1924. Era una carrera muy difícil que atraía a muchos de los mejores pilotos de los años 1930. La carrera se disputó hasta los años 1960, formando parte de la Fórmula 1 solamente en 1957. Fue el primer circuito de la historia en tener una chicana artificial, ya que la última chicana antes de la meta se creó para reducir la velocidad a boxes. La chicana se creó en 1927.
La última carrera disputada era una prueba de cuatro horas válida para el Campeonato Mundial de Resistencia en 1961, ganando Lorenzo Bandini y Giorgio Scarlatti. Después de esa carrera el circuito desapareció definitivamente como sede de carreras, ya que era imposible para los organizadores garantizar la seguridad de los pilotos y los espectadores.

## Ganadores
| Año     | Piloto        | Constructor | Fecha        | Resultados |
| ------- | ------------- | ----------- | ------------ | ---------- |
| 1957    | Stirling Moss | Vanwall     | 18 de agosto | Resultados |
| Fuente: |               |             |              |            |